# 望野和美
望野 和美（もちの かずよし、1956年4月3日 - ）は、日本の実業家。消費者行動モデルAISCEAS（アイセアス）の提唱者。有限会社アンヴィコミュニケーションズの創業者で代表取締役。静岡県富士宮市出身。

## 人物・経歴
静岡県立富士宮北高校を経て、1979年青山学院大学経済学部を卒業。陸上競技部OB。中央宣興、アサツーディ・ケイ、社団法人日本アドバタイザーズ協会 Web広告研究会の事務局長を経て、2002年7月にアンヴィコミュニケーションズを設立。
| スタブアイコン | サブスタブ | この項目は、まだ閲覧者の調べものの参照としては役立たない、人物に関連した書きかけの項目です。この項目を加筆・訂正などしてくださる協力者を求めています（P:人物伝/PJ:人物伝）。 |